# Scarlino Scalo
Scarlino Scalo est une frazione située sur la commune de Scarlino, province de Grosseto, en Toscane, Italie. Au moment du recensement de 2011 sa population était de 1 582 habitants.

## Géographie
Le hameau est situé dans la plaine de le fleuve Pecora sous la colline de Scarlino, et à proximité de la Route nationale 1 Via Aurelia.

## Monuments
- Église Madonna delle Grazie : église paroissiale du village inaugurée et consacrée le 13 mai 1984[1]
- Palazzo Guelfi, maison du patriote Angiolo Guelfi, connu pour avoir accueilli Giuseppe Garibaldi à l'été 1849 pendant son activité anti-papale; le palais a été déclaré monument national italien[2]
- Centre de tri de pyrite de la société Montecatini actif de 1909 à 1968: exemple d'archéologie industrielle[3],[4]